# مناسبة للتذكر والمصالحة إجلالا لذكرى جميع ضحايا الحرب العالمية الثانية
وقت التذكر والمصالحة إجلالا لذكرى جميع ضحايا الحرب العالمية الثانية (8 و 9 مايو) هو يوم دولي سنوي لإحياء ذكرى الحرب أقره القرار 59/26 للجمعية العامة للأمم المتحدة في 22 نوفمبر/تشرين الثاني 2004. ويحث القرار الدول الأعضاء ومؤسسات منظومة الأمم المتحدة، والمنظمات غير الحكومية، والأفراد إلى الاحتفال سنويا بطريقة ملائمة، إجلالا لذكرى جميع ضحايا الحرب العالمية الثانية.
يبدأ اليوم في 8 مايو في ذكرى تاريخ قبول حلفاء الحرب العالمية الثانية الاستسلام غير المشروط لقوات ألمانيا النازية المسلحة ونهاية الرايخ الثالث أدولف هتلر.